# Esmirna Méndez
Esmirna Gisselle Méndez Álvarez (Santo Domingo,  República Dominicana, 5 de febrero de 1975) es una abogada, profesora de Derecho y jueza de los tribunales de la República Dominicana. Méndez es la presidenta del Primer Tribunal Colegiado del Distrito Nacional, donde  se llevó a cabo el juicio de fondo del denominado Caso Odebrecht.y otros importantes procesos de corrupción y criminalidad organizada.
Licenciada en Derecho por la Universidad Autónoma de Santo Domingo (UASD). Posee una especialidad en Derecho Penal y es Magister en Derecho Constitucional y Procedimientos Constitucionales, ambas en la citada universidad. 
Realizó una maestría en Administración de Justicia Penal en la Escuela Nacional de la Judicatura; especialista en Derechos Humanos y Derecho Internacional Humanitario del Instituto Superior para la Defensa “General Juan Pablo Duarte” y especialista en Justicia Constitucional, Interpretación y Aplicación de la Constitución, en la Universidad de Castilla, La Mancha. Posee amplia formación en materia procesal penal, criminalidad organizada, lavado de activos y extinción de dominio a nivel nacional e internacional. 
Es docente de la Escuela Nacional de la Judicatura, de la Pontificia Universidad Católica Madre y Maestra en la Unidad de Postgrado y del Decanato de Estudios en Línea, y en la Universidad Autónoma de Santo Domingo, en las áreas de derecho procesal penal, constitucional, materias especializadas y criminalidad económica, y de la Escuela Ministerio Público.
Docente en el Curso Especializado de Lavado de Activos: Prevención, Control y Sanción'' realizado por la Escuela Nacional de la Judicatura con el apoyo del National Center State Courts and the Bureau of Internatical Narcotic and Law Enforcement Affairs, del Departamento de Estado de los Estados Unidos.
Conferencista en el Seminario “Investigación financiera y patrimonial en relación con el blanqueo de dinero vinculado al crimen organizado. Confiscación de activos de origen delictivo”, auspiciado por la Embajada de Francia, en el marco del proyecto de Apoyo a la Lucha contra el Crimen Organizado en la Región del Caribe (ALCORCA, por sus siglas en francés),  y en el que participaron delegaciones de todos los países que conforman el Proyecto: México, Jamaica, Haití, Francia, Cuba y República Dominicana, realizado en el mes de diciembre del 2016; y en el Congreso Internacional de Extinción de Dominio: Experiencia Latinoamericana realizado en el mes de noviembre 2017 realizado por la Escuela Nacional de la Judicatura; 
Conferencista internacional en materia de prevención de Riesgo del Lavado de Activos y Financiamiento del Terrorismo, y en Extinción de Dominio en República Dominicana